# Darth Vader
Darth Vader és l'antagonista principal de la saga de pel·lícules Star Wars i l'elegit que portarà el balanç a la Força. El seu nom original era Anakin Skywalker, fill de la Shmi Skywalker, que el va concebre sense pare. Darth Vader és un dels Senyor Fosc dels Sith, i un fidel servent de l'Emperador Palpatine, Mestre dels Senyor Sith. Les primeres tres pel·lícules de la sèrie relaten l'aparició heroica i la caiguda tràgica d'Anakin Skywalker, l'antiga identitat de Vader.
En la trilogia original, era el malvat Sith interpretat per David Prowse i una sèrie d'actors dobles, més notablement Bob Anderson, mentre que la seva veu era feta per James Earl Jones (en la versió doblada al català va ser l'actor de teatre, de cinema i de doblatge Joan Borràs i en castellà, la veu era del locutor català Constantino Romero). En la nova trilogia era interpretat per Hayden Christensen en l'Episodi III. Vader és un dels malvats més icònics i destacats de la història del cinema i del món. Va ser elegit per l'American Film Institute's 100 Heroes and Villains en la posició tercera del rànquing de l'esmentat institut.

## Història
El mestre Jedi Qui-Gon Jinn el va descobrir de molt jove en una tenda de ferralla al planeta desèrtic Tatooine, percebent el seu enorme poder i les seves grans qualitats. El va presentar davant del Consell Jedi, que al principi rebutjà el seu ingrés a l'Orde, especialment el mestre Yoda, perquè era major de l'edat reglamentària (que exigia la innocència pura dels qui hi ingressaven) i ja havia adquirit la influència negativa natural de la seva edat (com la por de separar-se de sa mare). Segons Yoda, tenia el perfil per a desviar-se futurament fins al Costat Fosc de la Força.
No obstant això, en Qui-Gon Jinn va convèncer el Consell d'acceptar l'Anakin, que va esdevenir un prometedor aprenent de Jedi i, posteriorment en un prominent cavaller Jedi.
En la trilogia original de La Guerra de les Galàxies, Darth Vader és el primer antagonista: una fosca, poc escrupolosa i despietada figura. Un dels principals governants de l'Imperi Galàctic que intenta destruir l'Aliança Rebel, que lliura una llarga i desesperada guerra per a alliberar a la Galàxia de les arpes del malvat Imperi.

### La seva caiguda al Costat Fosc de la Força

#### L'Atac dels Clons i La Venjança del Sith
Mentre creixia, augmentaven la seva força i els seus poders, i també la seva por, la seva ira i les seves ànsies de poder. L'Anakin Skywalker aviat va caure dins l'odi i, finalment, dins del sofriment. El seu prohibit matrimoni amb la Padmé Amidala, era un secret molt comprometedor per ambdós, els Jedi no volien reconèixer la seva vàlua a pesar dels seus mèrits i, no obstant això, el Suprem Canceller Palpatine mostrava autèntica devoció per ell, fent-li creure que ell seria més poderós que el mateix mestre Yoda, cosa que li va motivar en les seves ànsies.
La seva transformació al Costat Fosc va ser impulsada, en primera instància, per la mort de sa mare a mans dels Habitants de les Sorres, els Tusken. Ell els aniquilà a tots, fins i tot a les dones i les criatures, sense cap mena de vacil·lació. Aquesta venjança fou el seu primer error que el portar a la seva perdició. Molt poc després, en la batalla de Geonosis de les Guerres Clon seria derrotat en duel de sabres làser pel despietat Senyor Sith, el Comte Dooku, tallant-li el braç dret. Aquella derrota i humiliació incrementaren la seva ira, i volgué venjar-se dels Sith. Durant tres anys de guerra practicà el seu estil de lluita per a venjar-se'n de Dooku. En la batalla de Coruscant li arribà el moment de la seva venjança. Supera l'esgrima del Comte Dooku, derrotant-lo i tallant-li tots dos braços. En aquest moment fou quan Palpatine el convencé de matar el Comte Dooku per a atraure'l al Costat Fosc i convertir-lo en el seu deixeble. El futur Darth Vader accedí a reclamar la seva venjança i matà a Dooku, deixant-se atreure pel Costat Fosc de la Força.
Després de culminar la seva transformació al Costat Fosc, Palpatine enganya a Anakin. Aquest tenia malsons on veia que Padmé (la seva muller) moria, Palparine s'aprofità i li comentà que per a salvar-la d'una mort segura havia d'aprendre a controlar el Costat Fosc, i aprendre el poder d'immortalitat de Darth Plagueis. Anakin no accedí en una primera instància, però al ritme dels diferents fets, ajudà i protegí Palpatine de Mace Windu, i Sidious matà a aquest. Fou llavors quan Palpatine el bateja com a Darth Vader, i aquest accedeix totalment. Palpatine el va nomenar el seu portaveu, l'enverinà gradualment contra els Jedi i el va convèncer de ser el seu deixeble. Així, l'Anakin Skywalker va esdevenir el Senyor Sith Darth Vader.
L'Obi-Wan Kenobi el va trobar en el planeta Mustafar i tractà de fer-lo recapacitar i tornar al costat lluminós de la Força. Aquest intent, però, va acabar amb una lluita a mort amb les seves espases de llum. Al final, en Vader va resultar mutilat i cremat (a causa d'un riu de lava de Mustafar) per la seva falta de cautela i excesiva confiança. A més, l'Obi-Wan coneixia a la perfecció l'estil de lluita a sabre de llum, identificant els seus punts febles. El nou Emperador ordenà el seu immediat rescat i atenció mèdica.
Se li varen posar pròtesis electromecàniques per a substituir els seus braç i cames. Com que es va lesionar el seu sistema respiratori, li varen integrar un equip de suport de vida de funcionament continu i permanent, que incloïa una màscara respiratoria que havia de portar per sempre més, que produïa un so tenebrós a cada respir. L'amor que Anakin sentia per la Padmé fou una de les raons clau que el varen portar pels camins del Costat Fosc, i l'Emperador Palpatine, valent-se d'això, informà al nou Senyor dels Sith de la mort de la seva estimada, culpant-li a ell d'aquesta. Així va néixer el monstruós ciborg que es comportava més com una màquina que no pas com un home, malvat i despietat. Així i tot, el poder i la força eren molt intensos, en el Vader, el potencial del qual era molt superior al de l'Emperador i al de qualsevol Jedi.

### La seva nova missió com a Sith

#### Una nova esperança
Per a ajudar el seu nou mestre, en Palpatine, a establir l'Imperi Galàctic i provocar la total caiguda de la República Galàctica, en Vader va exterminar tots els Jedi que quedaven per la galàxia. El Nou Orde Imperial fou un èxit gràcies a en Vader, el qual va sotmetre sistemes estel·lars complets i va arrasar amb els mons que no es van voler rendir a l'Imperi Galàctic. Durant l'Imperi, en Vader fou la mà dreta executora de l'Emperador, fent servir les seves habilitats i la seva brutalitat per a portar a terme els seus fins.
Després de molts anys d'atrocitats establint el ferri control de la Nova Orde sobre la galàxia, en Vader va esdevenir una figura temuda i respectada entre les files militars de l'Imperi. No dubtava en executar de forma implacable als seus subordinats, per molt petit que fos el seu error o indiferentment de com d'alt fou el seu càrrec; fins a tal punt arribava la seva ira. Vint anys després del final de les Guerres Clon, i amb l'aparició de l'Aliança Rebel contra l'Imperi, en Palpatine va donar a en Vader la prioritat d'aixafar-la amb els mètodes que trobés necessaris.
Per la seva part, en Palpatine esperava acabar amb qualsevol moviment rebel amb la creació d'una arma de destrucció massiva, que implantaria l'ordre en tota la galàxia: l'Estrella de la Mort, una estació espacial armada amb prou potencial per a destruir un planeta sencer. Aquest era la jugada mestra que l'Emperador venia desenvolupant des d'abans de la Batalla de Geonosis. En Vader respectava aquesta terrible i poderosa creació, però no l'admirava, com feien la resta d'alts càrrecs de tot l'Imperi.
Però l'Imperi no comptava amb el creixent enginy de l'Aliança Rebel. I és que els seus agents van aconseguir furtar els plànols detallats de l'estació de combat de l'Imperi. Durant el seu assetjament a la rebel·lió, en Vader va rastrejar aquests plànols i els localitzà a la coberta del Tantive IV, nau de la senadora Leia Organa d'Alderaan, filla adoptiva del virrei Bail Organa. Va interceptar la nau amb la intenció de recuperar els plànols de l'Estrella de la Mort i tornar-los a Coruscant, però la Leia es va avançar i els llançà fora de la nau. En Vader va torturar la Leia a l'Estrella de la Mort, sense saber que es tractava de la seva pròpia filla, per a extreure-li la informació que revelava la ubicació de la base rebel, cosa que no va aconseguir de cap de les maneres.
Després de la destrucció d'Alderaan (com a mètode de suggestió per a pressionar a la Leia en el seu interrogament), en Vader es va veure satisfet al descobrir que el seu vell mestre, l'Obi-Wan Kenobi, s'havia infiltrat a l'Estrella de la Mort. En Vader va aconseguir interceptar-lo abans que l'ancià aconseguís escapar-se'n. El que va seguir després fou una lluita cruenta amb espases de llum, que va acabar amb la venjança del Senyor Obscur, que abaté el seu antic mestre Jedi. L'Obi-Wan Kenobi, llavors, es va unir amb la Força per permetre la fugida de la Leia, els plànols i els seus rescatadors en el Falcó Mil·lenari. Allò no va preocupar massa al Sith, que estava assaborint la seva venjança...
Aquesta satisfacció va durar poc, ja que els rebels van llançar un atac amb petits caces a l'estació, després de trobar un punt feble en la superestructura. Davant de l'efectivitat dels rebels, Vader va decidir sortir en el seu propi caça. Després d'abatre nau rere nau, Lord Vader es va trobar de sobte amb algú que estava utilitzant la Força. Perplex i decidit a abatre'l, Lord Vader no es va cerciorar que el Falcó Mil·lenari queia sobre el seu esquadró i va aconseguir fer-lo fora de la zona de foc. L'Estrella de la Mort va ser destruïda, i Lord Vader va fugir, desbordant de fúria i amb el desig de venjar-se martellejant-li els pensaments.

#### L'Imperi contrataca
Poc després de la batalla de Yavin, Lord Vader va descobrir que l'autor de la gesta de destruir l'estació responia al nom de Luke Skywalker. La seva fúria es va convertir de sobte en obsessió i, amb el beneplàcit del seu mestre, va començar una guerra a mata-degolla sistema rere sistema, tractant de trobar Skywalker, que havia descobert que es tractava del seu propi fill de la seva antiga relació amb Padmé. Tot i així, Vader va haver d'assumir el comandament que li corresponia coma Suprem Comandant de la Flota Imperial, sent així la figura més important de l'Imperi Galàctic durant la Guerra Civil Galàctica. Vader va ser recompensat amb l'Executor, el primer dels Destructors Executor. Amb ell, va fer una sèrie d'escaramusses a Yavin, al costat de la seva Legió 501.
Vader formaria l'Esquadró de la Mort, el millor i més poderós esquadró de l'Imperi Galàctic, comptant, entre d'altres, amb la Legió 501 del Comandant Bow, la Força Torb del General Veers i l'Esquadró de Caces 181 del Baró Soontir Fel. L'Esquadró de la Mort estava liderat pel poderós Executor, acompanyat de molts destructors imperials i de, almenys, un destructor Victòria. Entre els capitans més destacats d'aquesta flota hi havia Kendal Ozzel i Firmus Piett entre molts altres importants oficials de l'Imperi.
Amb Palpatine va planejar atreure el jove Luke al Costat Fosc. Però els seus verdaders plans eren fer-se amb el seu fill i enderrocar l'Emperador. Després del descobrir la base rebel a Hoth, Darth Vader i el seu esquadró de Destructors Estel·lars van derrotar els rebels en combat i els van obligar a fugir en la sanguinària batalla de Hoth. En l'esmentada batalla, va veure com el Falcó Mil·lenari, la nau en la qual va escapar la Princesa Leia i que li va abatre anys enrere en la batalla de Yavin, fugia del planeta. Vader va concloure que Skywalker havia d'anar en aquesta nau, tot i que no estava segur del tot, ja que no detectava la Força d'en Luke en aquella nau.
Després de jugar al gat i al ratolí amb Han Solo, el capità del Falcó Mil·lenari, Lord Vader va recórrer als serveis de caça-recompenses per a atrapar la feliç nau. Finalment, va ser Boba Fett qui es va cobrar la presa, amb la qual cosa Vader va capturar la tripulació del Falcó Mil·lenari al gasós planeta Bespin. Allà, a la Ciutat Núvol, va ordir una trampa per atreure Luke Skywalker i capturar-lo. Per a fer-ho, va obligar l'administrador de la Ciutat, Lando Calrissian, d'adaptar un congelador de carboni per a conservar en estat d'hibernació la seva presa. Però abans ho va provar amb el capità Solo, que va acabar congelat en carbonita i lliurat al caça-recompenses Boba Fett.
Skywalker va caure en la trampa des del primer moment, Vader es va enfrontar al seu fill en un duel d'espases de llum en el qual va derrotar sense molta dificultat al jove aprenent. Va ser en aquest duel en el qual Luke va perdre la seva mà dreta juntament amb l'espasa de llum del seu pare. Vader li va revelar que ell era el seu pare, i li va oferir l'oportunitat d'unir-se a ell i posar ordre a la Galàxia, cosa que va colpir i entristir el seu desesperat fill. Horroritzat, Luke va preferir llançar-se al buit abans que unir-se a ell. La perfecta teranyina de Vader va fallar i Luke va ser rescatat per Leia i va fugir del malvat Darth Vader, ocultant-se d'ell uns quants anys.

#### El retorn del Jedi
Mentre Palpatine ja havia donat amb la clau per a acabar amb la rebel·lió d'un sol colp, amb una nova Estrella de la mort, encara en construcció, en òrbita al voltant de la lluna d'Endor. La trampa era fer que la rebel·lió enviés tota la seva flota, per a aniquilar-la amb el gruix de la Marina Imperial i amb una Estrella de la Mort inacabada però totalment armada i en perfecte funcionament, i protegida per un blindatge generat des de la lluna d'Endor. Ràpidament, quasi tot l'Imperi Galàctic es dirigí a Endor per protegir l'estació i a l'Emperador.
Palpatine va ordenar a Vader supervisar la construcció i "motivar" la direcció de la superestació perquè la finalitzessin en el termini previst. Una vegada que l'Imperi va llançar l'ham, el mateix Palpatine va anar a bord de l'estació per a presenciar el final de la rebel·lió. Davant de la sospita que un comando rebel hagués pogut arribar a la lluna d'Endor, i entre ells Luke Skywalker, Vader es dirigeix en la seva cerca per a així conduir-lo finalment davant de l'Emperador. Allà, Luke es va lliurar a les forces imperials per tractar de convèncer el seu pare que tornés a ser Anakin Skywalker i abandonés el costat fosc. Vader es va mostrar inflexible i el va portar a la Segona Estrella de la Mort, i davant del seu Mestre.
El que es va esdevenir va ser un intent per part de Palpatine perquè Luke utilitzés el seu odi i així fer-lo caure en el Costat Fosc. Luke va cedir, va prendre el seu sabre i es va enfrontar a Vader. Durant aquest enfrontament, Luke va renegar i va optar per no lluitar contra ell. Vader va tractar d'examinar els seus sentiments per provocar-li la ira necessària que el corrompés, i va acabar descobrint que Luke tenia una germana bessona. Vader no només tenia un fill, sinó dos, i un d'ells era Leia Organa. Vader va decidir usar allò en el seu benefici i li suggerí a Luke que potser ella sí que es convertiria al Costat Fosc. Això va fer explotar Luke, que va atacar el Lord Fosc amb tot el seu poder, i amb la ràbia sortint de les seves entranyes. Darth Vader va ser derrotat i aquesta vegada va ser ell qui va perdre la mà.
Abans que el seu fill li donés el colp de gràcia, Luke va reflexionar i va llançar la seva espasa làser, negant-se a convertir-se en el mateix que Vader, afirmant que era un Jedi igual com el seu pare abans que ell. Allò va decebre a Palpatine, que no va tenir més opció que destruir a Luke amb els poderosos rajos Sith. Vader, va entrar en conflicte entre la seva fidelitat al seu Mestre i els seus sentiments envers el seu fill. Aquella situació va fer tornar a Anakin Skywalker i li va donar la força per a aixecar Palpatine per l'esquena i el va llançar en un pou de ventilació, matant el seu Mestre i salvant al seu fill, complint així la profecia que resava que ell era l'elegit que acabaria amb l'ombra dels Sith.

## Producció i publicació

### Creació i conceptes

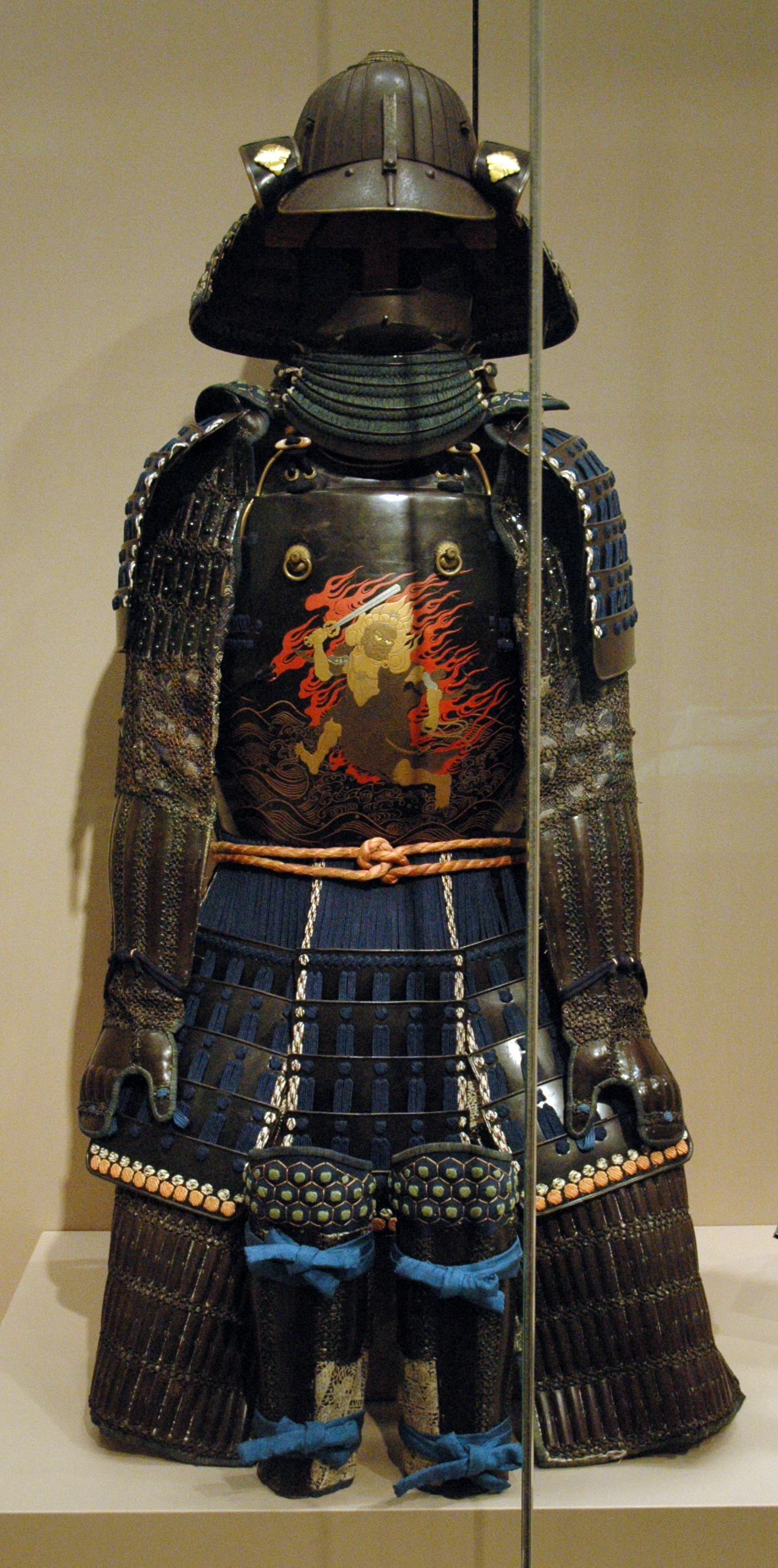
Armadura completa de samurai. Lucas s'inspirà en aquests vestits per a modelar la de Darth Vader.

La imatge de Darth Vader va ser creada quan l'artista conceptual Ralph McQuarrie va dibuixar la primera escena on Vader i les seves Stormtroopers aborden la nau rebel. Al principi s'havia imaginat que Darth Vader podria volar per l'espai per a entrar en la nau, necessitant un vestit i una màscara per a respirar. El famós so de la respiració del personatge va ser creat per l'Enginyer de So Ben Burtt, que va crear el so gravant-se a si mateix respirant en un "snorkel".
El vestit de Vader és una de les àrees en les quals l'interès de Lucas per la cultura japonesa (en particular la dels guerrers samurai) es posa de manifest. Segons John Mollo, el casc de Vader es va prendre dels cascos alemanys de la Primera Guerra Mundial.

### Intèrprets

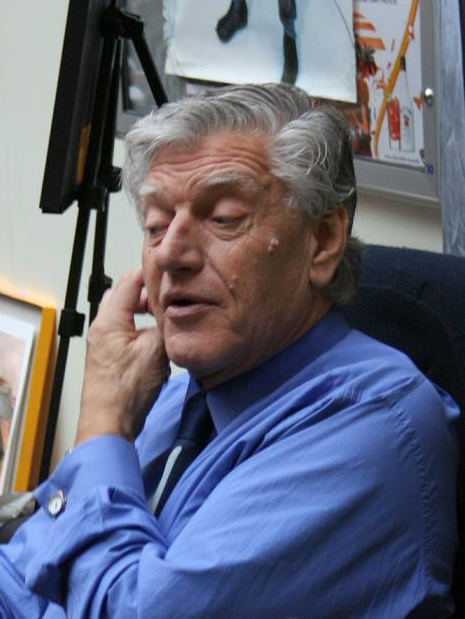
David Prowse el 2006. Aquest actor anglès era el que portaria el vestit de Senyor Sith.

David Prowse va fer el paper de Darth Vader durant la filmació d'Una Nova Esperança. Prowse hagué de triar entre els papers de Vader i Chewbaka, i va triar el primer perquè deia que: "la gent ho recordaria." Després de la pel·lícula, James Earl Jones va ser contractat per a doblar les veus de Vader llevant les de Prowse, en part a causa del fort accent de Prowse (originari de l'Oest d'Anglaterra). Lucas finalment, li va oferir a Jones, fer la veu de Vader en totes les pel·lícules de la trilogia; Jones s'ha identificat estretament amb el paper. Per l'escena de El Retorn del Jedi que Luke li lleva la màscara, Lucas va optar per l'actor Sebastian Shaw per a retratar el recentment reformat Sith.

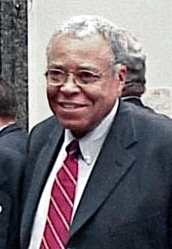
James Earl Jones fou la veu intimidatoria de Darth Vader.

El paper de Darth Vader ha estat fet per molts dobles, el més notable és l'instructor d'esgrima Bob Anderson. Anderson participà en totes les escenes de lluita de L'Imperi Contraataca i El Retorn del Jedi. En una entrevista a Mark Hamill, en 1983 va dir: "Bob Anderson va ser l'home que veritablement va fer de Vader en les escenes de lluita. Se suposa que això era un secret però, finalment li vaig dir a George que no creia que fos just. Bob va treballar molt intensament i es mereixia una mica de reconeixement. És ridícul mantenir el mite que tot va ser fet per un sol home". A La Venjança dels Sith, Hayden Christensen, que va fer d'Anakin en la trilogia de prequela, va vestir l'armadura en comptes de Prowse. Però Christensen era més baix que Prowse i certa perspectiva enganyosa va ser usada per a fer-lo veure tan alt com aquest: el vestit tenia extensions en les botes i el casc; i algunes de les preses de Vader parat al costat de Palpatine van ser gravades usant una perspectiva forçada.